# The Seatbelts
I Seatbelts (シートベルツ, ShītoBerutsu) sono una band jazz/blues giapponese guidata dalla musicista e compositrice Yōko Kanno, in attività tra il 1998 e il 2004, riformatisi nel 2020. Il nome del gruppo, stando alla fantasiosa descrizione data nell'anime Cowboy Bebop, deriva dal fatto che i musicisti indossano delle cinture di sicurezza durante le loro jam session hardcore.
La band ha eseguito l'intera colonna sonora della serie anime Cowboy Bebop e prodotto un totale di sette album e un DVD live. Il loro stile è molto vario e spazia dal jazz tipico delle big band a ballate rock n' roll.
Dal momento che l'operato della band è prettamente strumentale, i Seatbelts non hanno un lead singer, ma Steve Conte (dei The Contes e Crown Jewels) e Mai Yamane partecipano e cantano in molte delle loro canzoni. I testi di queste ultime sono scritti per la maggior parte da Tim Jensen e dalla stessa Yōko Kanno. I cantanti Soichiro Otsuka e Gabriela Robin (pseudonimo di Yōko Kanno) sono gli esecutori dei cori in molte canzoni come Blue. Inoltre Ilaria Graziano, cantante di origine napoletana, partecipa come vocal singer solista in due canzoni: Pearls (cantata in italiano) e Diamonds (in inglese).
Dopo alcuni anni, i Seatbelts si sono riuniti per comporre la colonna sonora del secondo videogioco dedicato a Cowboy Bebop, Tsuioku no serenade, pubblicato in Giappone nel 2005.
Molti tra i Seatbelts hanno ulteriormente collaborato tra loro e con Yōko Kanno nell'ambito di altri progetti, ed alcuni sono andati oltre, divenendo a loro volta compositori di altri lavori. Per esempio, il chitarrista Tsuneo Imahori, oltre ad aver contribuito con la sua chitarra alle colonne sonore di Ghost in the Shell: Stand Alone Complex e Wolf's Rain (entrambe composte da Yōko Kanno), è anche l'autore delle musiche dell'anime del 1998 Trigun e di Gungrave.

## Musicisti dei Seatbelts

### Musicisti giapponesi
- Batteria: Yasuo Sano, Akira Sotoyama
- Basso: Hitoshi Wantanabe, Maki Kitada, Suzuki Bakabon
- Chitarra: Tsuneo Imahori, Masayoshi Furukawa
- Percussioni: Mataro Misawa, Ikuo Kakehashi, Yoichi Okabe
- Tromba: Koshi Nishimura, Koshio Araki, Yusuke Hayashi, Akio Terashima
- Trombone: Yoichi Murata, Satoshi Kawano, Hideaki Nakaji, Yoshiaka Hashimoto, Masanori Hirohara, Junko Yamashiro
- Sassofono: Masato Honda, Shigeo Fuchino, Masakuni Takeno, Takuo Yamamoto, Osamu Koike, Naruyoshi Kikuchi
- Flauto: Hideyo Takakuwa, Kazuhiro Iwasa, Mika Hayashi
- Tuba: Kiyoshi Sato
- Armonica a bocca: Nubuo Yagi, Ryuichiro Senoo
- Archi: Masatsugu Shinozaki
- Sintetizzatore: Keishi Urata
- Produttore/Compositore/Arrangiatore/Tastiere/Rumori/Voce: Yōko Kanno
- Registrazione e missaggio: Masashi Yabuhara

### Musicisti di New York
- Batteria: Jim Mussen, Bobby Previte, Tony Reedus
- Chitarra: Stuw Cutler
- Pianoforte: Mark Soskin
- Basso: Booker King
- Tromba: Steven Bernstein
- Trombone: Josh Roseman
- Sax soprano: Steve Wilson
- Sax contralto: Bob Debellis
- Sax tenore: Paul Shapiro
- Sax baritono: Jim Hartog
- Djembe: Mike Wimberly, John McDowell
- Armonica a bocca: Bill Lynas
- Registrazione e missaggio: Rudy Van Gelder

### Musicisti di Parigi
- Chitarra: Pierre Bensusan
- Percussioni/Voce: Sydney Thiam, Michel Reman, David Mirandon, Philippe Drai, Phillipe Nalry, Thierry Boucou
- Registrazione e missaggio: Dupouy Christophe

### Cantanti ospiti
Carla Vallet, Tim Jensen, Mai Yamane, Steve Conte, Masaaki Endo, Gabriela Robin, Masayoshi Furukawa, Tulivu-Donna Cumberbatch, Sydney with Sister R, Emily Bindiger, Jerzy Knetig, Aoi Tada, M, Raj Ramayya, Hassan Bohmide, Scott Matthew.